# 中共中央办公厅法规局
中共中央办公厅法规局，是中共中央办公厅内设机构，负责党内法规、重大决策的合法性审查等工作。

## 沿革
中共中央办公厅法规局是中共十八大后新成立的机构，主要负责审查党内法规、重大决策是否合乎法律。在已有国务院法制办、全国人大常委会法工委的情况下，中共中央办公厅成立法规局，是中共依法执政理念的体现。
中共十八大至中共十九大之间，中共中央推进党内法规制度体系建设，编制了首个中央党内法规制定工作五年规划纲要，建立了中央党内法规工作联席会议制度，制定修订了74部中央党内法规，超过现行有效的170多部中央党内法规的40%，基本形成了党内法规制度体系的框架。

## 机构设置
- 综合处[4]
- 文稿处
- 备案处

……

## 历任领导
| 局长 - 陆国强（？—？） - 宋功德（2018年7月-） 巡视员 | 副局长 - 李忠（？—？） - 宋功德（？—2018年7月） - 苏立刚（？—） 副巡视员 |